# Greccio
Greccio ist eine italienische Gemeinde in der Provinz Rieti in der Region Latium mit 1465 Einwohnern (Stand 31. Dezember 2023) und liegt 90 km nördlich von Rom und 15 km westlich von Rieti.
Die Gemeinde ist Mitglied der Vereinigung I borghi più belli d’Italia (Die schönsten Orte Italiens).

## Geographie
Greccio liegt in den Sabiner Bergen oberhalb des Tals des Velino. Es ist von Eichenwäldern umgeben, die bis zum höchsten Punkt des Gemeindegebiets, dem Monte Lacerone (1204 m), reichen. Es ist Mitglied der Comunità Montana Montepiano Reatino.
Die Nachbarorte Contigliano, Cottanello, Rieti und Stroncone (TR).

### Verkehr
Greccio liegt an der Strada Statale SS 79 Ternana, die von Rieti nach Terni führt.
Die Gemeinde hat außerdem einen Bahnhof an der Bahnstrecke Terni – Sulmona.

## Geschichte
Nach einer Legende soll Greccio von griechischen Einwanderern in der Antike gegründet worden sein. Erstmals erwähnt wurde es allerdings erst im 10. bis 11. Jahrhundert. 1242 wurde es von Friedrich II. erobert und zerstört.

## Bevölkerungsentwicklung
| Jahr      | 1861 | 1881 | 1901 | 1921 | 1936 | 1951 | 1971 | 1991 | 2001 |
| Einwohner | 1545 | 1813 | 1892 | 1951 | 1940 | 2018 | 1361 | 1504 | 1464 |

Quelle: ISTAT

## Politik
Emiliano Fabi (Bürgerliste Greccio In Cammino) wurde am 5. Juni 2019 zum Bürgermeister gewählt. Seine Vorgängerin war Albertina Miccadei gewesen.

### Partnerstädte
- Bethlehem in Palästina (seit 1992)[3]
- San Donato Val di Comino in der Provinz Frosinone in Latium
- Guardea in der umbrischen Provinz Terni

## Weihnachtskrippe
Franz von Assisi hat der Legende nach 1223 in Greccio das erste Mal das Weihnachtsevangelium in Form einer lebenden Krippe darstellen lassen. Diese Tradition wird bis heute aufrechterhalten und die Weihnachtsgeschichte zwischen dem 24. Dezember und dem 6. Januar dargestellt. An der Stelle der ersten Aufführung von Franz von Assisi wurde ein Kloster errichtet.

## Sehenswürdigkeiten
- Die Pfarrkirche San Michele Arcangelo auf dem Ortshügel mit hohem, fünfseitigen Turm.
- Die Kirche Santa Maria del Giglio an der darunterliegenden Piazza Roma.
- Ein Brunnen auf dem Hauptplatz.
- Die Kirche San Marco Evangelista vor dem Ortseingang.
- Nördlich von Greccio befindet sich die letzte der fünf Klosteranlagen, die vom heiligen Franziskus errichtet wurden. Hier wurde Weihnachten 1223 die erste Krippe, mit lebenden Personen und Tieren, aufgestellt. Die Kapelle des heiligen Buonaventura ist die eigentliche Kapelle des Franziskus. Vorhanden ist zudem ein Fresko des Heiligen. Auf dem Gipfel des Monte San Francesco wurde 1792 eine eigene Kapelle erbaut.
- Südlich von Greccio liegt das ehemalige Kloster San Pastore aus dem 13. Jahrhundert. Es besitzt einen hohen Turm und wurde in den neunziger Jahres des 20. Jahrhunderts grundlegend restauriert.

## Persönlichkeiten
- Luciano Saracani (1821–1892), Geistlicher